# Tipula (Lunatipula) neutra
Tipula (Lunatipula) neutra is een tweevleugelige uit de familie langpootmuggen (Tipulidae). De soort komt voor in het Palearctisch gebied.